# Герберт-Ернст Фаль
Герберт-Ернст Фаль (нім. Herbert-Ernst Vahl; 9 жовтня 1896 — 22 липня 1944) — німецький воєначальник, бригадефюрер СС і генерал-майор військ СС. Кавалер Лицарського хреста Залізного хреста.

## Біографія
Учасник Першої світової війни. Після демобілізації був залишений в рейхсвері. Професійний солдат, служив в танкових частинах. Учасник Польської і Французької кампаній, а також німецько-радянської війни. З 15 грудня 1941 року — командир 29-го танкового полку. 1 серпня 1942 року вступив в СС (посвідчення № 430 348) і призначений командиром танкового полку в складі 2-ї моторизованої дивізії «Дас Райх», з 10 лютого по 18 березня 1943 року командував дивізією. З 1 липня 1943 року — інспектор танкових частин військ СС. 7 травня 1944 року призначений командиром 4-ї поліцейської моторизованої дивізії СС, дислокованої на Балканах (в основному в Греції). Загинув в автомобільній катастрофі.

## Звання
- Лейтенант (8 січня 1915)
- Оберлейтенант (1 квітня 1925)
- Ротмістр (1 лютого 1931)
- Майор (1 листопада 1936)
- Оберстлейтенант (1 лютого 1939)
- Оберст (13 грудня 1941)
- Штандартенфюрер СС (1 серпня 1942)
- Оберфюрер СС (10 лютого 1943)
- Бригадефюрер СС і генерал-майор військ СС (1 квітня 1943)

## Нагороди
- Залізний хрест 2-го і 1-го класу
- Нагрудний знак «За поранення» в чорному
- Почесний хрест ветерана війни з мечами
- Медаль «За вислугу років у Вермахті» 4-го, 3-го, 2-го і 1-го класу (25 років)
- Застібка до Залізного хреста
  - 2-го класу (12 жовтня 1940)
  - 1-го класу (13 липня 1941)
- Нагрудний знак «За танкову атаку» в сріблі (21 липня 1941)
- Німецький хрест в золоті (17 листопада 1941)
- Медаль «За зимову кампанію на Сході 1941/42»
- Лицарський хрест Залізного хреста (31 березня 1943)